# Jubb al-Safa, Hama
Jeb Elsafa (tiếng Ả Rập: جب الصفا) là một ngôi làng Syria nằm ở Al-Hamraa Nahiyah ở huyện Hama, Hama. Theo Cục Thống kê Trung ương Syria (CBS), Jeb Elsafa có dân số 1305 trong cuộc điều tra dân số năm 2004.